# Jada Pinkett Smith
Pour les articles homonymes, voir Smith.
Jada Pinkett Smith (/ˈd͡ʒeɪdə ˈpɪŋkɪt smɪθ/) est une actrice, parolière, productrice et chanteuse américaine née le 18 septembre 1971 à Baltimore (Maryland).
Au cinéma, elle est surtout connue pour ses rôles dans Menace II Society (1993), Le Professeur foldingue (1996), Scream 2 (1997), les deux derniers épisodes de la trilogie The Matrix (2003) ou encore Girls Trip (2017) et La Chute du Président (2019).
À la télévision, elle s'est fait remarquer dans le rôle-titre de la série Hawthorne : Infirmière en chef, (2009-2011) puis dans le rôle de Fish Mooney dans Gotham (2014-2017).
Depuis 1997, elle est mariée à l'acteur Will Smith, avec qui elle a eu deux enfants : Jaden Christopher Syre Smith et Willow Camille Reign Smith.

## Biographie

### Enfance et formation
Jada Koren Pinkett est la fille de Robson Pinkett Jr., entrepreneur, et Adrienne Banfield, infirmière. Ses parents divorcent quelques mois après leur mariage.
Elle fait des études de danse et de théâtre à la Baltimore School for the Arts où elle rencontre Tupac Shakur, ils se lient d'amitié.
Après avoir terminé ses études de l'école de Baltimore, Jada Pinkett Smith passe un an à l'école de théâtre de Caroline du Nord, puis arrête pour poursuivre sa carrière d'actrice.

### Débuts télévisuels et percée commerciale
Elle commence sa carrière dans les années 1990 en participant à un épisode de la série télévisée True Colors. Elle enchaîne ensuite les apparitions dans d'autre shows comme Docteur Doogie et 21 Jump Street. Elle décroche son premier rôle régulier, en 1991, pour la sitcom Campus Show avec Lisa Bonet, pendant 46 épisodes, jusqu'en 1993. Cette année-là, elle fait ses débuts au cinéma en décrochant le premier rôle féminin du thriller dramatique Menace to Society avec Tyrin Turner et Larenz Tate. Elle a également fait une courte apparition dans le clip de Tupac, Keep Ya Head Up (en) dans la même année.
En 1994, elle participe à trois longs métrages : elle est le premier rôle féminin de la comédie dramatique The Inkwell avec Larenz Tate et Joe Morton; tête d'affiche du drame Jason's Lyric avec Allen Payne; puis elle rejoint le film d'action A Low Down Dirty Shame avec Keenen Ivory Wayans. Les prestations de l'actrice sont remarquées et saluées par la critique. Elle reçoit en 1995, deux nominations au titre de « meilleur espoir féminin » par l'association américaine de critiques du cinéma basée à Chicago, Chicago Film Critics Association.
En 1995, elle joue dans le film d'horreur Le Cavalier du Diable avec William Sadler et Billy Zane, qui débute à la troisième place du box office au moment de sa sortie.
L'année suivante, elle multiplie les projets : on la retrouve en tête d'affiche du thriller dramatique Le Prix à payer, qui raconte le braquage d'une banque par quatre copines (interprétées par les actrices Queen Latifah, Vivica A. Fox et Kimberly Elise). Doté d'un budget minimal de 9 millions de dollars, le film crée la surprise en engrangeant près de 42 millions de dollars de recettes. Jada Pinkett Smith reçoit une nomination au titre de meilleure actrice lors de la cérémonie des NAACP Image Awards.
Elle enchaîne les succès avec la comédie Le Professeur foldingue, dans laquelle elle joue la prétendante d'Eddie Murphy. Le film est un franc succès critique et public. En effet, les recettes au box office sont importantes et la profession nomme et récompense le film dans plusieurs catégories. Il est notamment lauréat de l'Oscar du meilleur maquillage. On la retrouve également à la télévision puisqu'elle participe au téléfilm If These Walls Could Talk qui aborde le sujet de l'avortement au travers de l'histoire de trois femmes, à des époques différentes. Réalisé notamment par la chanteuse et actrice Cher, cette production permet à Jada de bénéficier d'une double nomination dans la catégorie « Meilleure actrice » lors des Image Awards.
En 1997, elle fait un caméo pour la scène d'introduction du slasher de Wes Craven, Scream 2. A l'image de Drew Barrymore dans le premier volet, elle incarne l'une des premières victimes de ce second opus et la scène, considérée comme culte, sera notamment reprise et parodiée dans Scary Movie avec l'actrice Regina Hall. Cette participation lui permet d'obtenir une nomination au Blockbuster Entertainment Awards de la meilleure actrice dans un second rôle dans un film d'horreur. Cette même année, elle fait ses débuts dans le doublage en prêtant sa voix au film d'animation Princesse Mononoké. L'année d'après, elle commence sa carrière de productrice pour un court-métrage réalisé par Shonda Rhimes, Blossoms and Veils, dans lequel elle joue également.
En 1998, toujours, elle écrit et publie un comics, Menace, avec le dessinateur Dan Fraga chez Awesome Comics, l'histoire raconte la rédemption d'une femme. Elle participe au single 1000 kisses en duo avec Will Smith. Côté cinéma, elle est la tête d'affiche de la comédie romantique Woo et joue les seconds rôles dans le drame Loin du paradis avec Vince Vaughn, Anne Heche et Joaquin Phoenix, mais aucune de ses productions ne parviennent à atteindre les hauteurs du box office.
Après une apparition dans la série télévisée mettant en vedette Ellen DeGeneres, Ellen, elle réalise un documentaire sur la carrière musicale de son mari, The Will Smith Music Video Collection.

### Confirmation comme actrice et productrice
En 2000, Jada Pinkett Smith rejoint la comédie de Spike Lee, The Very Black Show, elle y incarne l'assistante du personnage principal joué par Damon Wayans mais ce film est un échec. La performance de Jada Pinkett Smith est néanmoins saluée d'une nomination pour un Black Reel Awards et un Image Award.

En 2001, elle est à l'affiche de la comédie dramatique Kingdom Come qui rencontre un joli succès et du film biographique centré sur le boxeur Mohamed Ali, Ali, adoubé par la critique. 

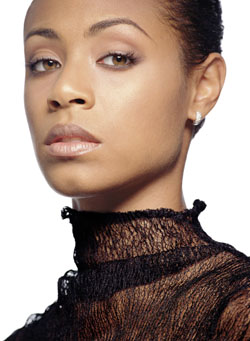
Jada Pinkett Smith, photographiée par le magazine Vogue, en 2001.

En 2003, elle est choisie par les Wachowski pour intégrer le casting des second et troisième volet de la saga de blockbusters à succès Matrix. Les deux films confirment le succès de l'univers au box-office. Jada Pinket-Smith se retrouve nommée lors de la cérémonie des Teen Choice Awards dans la catégorie Actrice préférée dans un film d'action. Elle participe également à la version jeu vidéo du film, Enter the Matrix, qui lui permet d'être récompensée pour son travail de doublage.
En 2004, elle joue le premier rôle féminin du thriller Collatéral aux côtés de Tom Cruise, Jamie Foxx et Mark Ruffalo. Le film reçoit des critiques majoritairement positives et signe un important succès commercial, rapportant au total plus de 217 millions de dollars dans le monde. Jada Pinkett Smith reçoit une nouvelle nomination à un Black Reel Awards et une énième citation lors des NAACP Image Awards. L'année d'après, elle prête sa voix à Gloria l'hippopotame dans le film d'animation Madagascar, produit par DreamWorks Animation. Le succès de ce premier volet va engendrer une saga cinématographique très lucrative à laquelle l'actrice restera fidèle, participant également au téléfilm ainsi qu'au court métrage qui y sont liés.
Parallèlement à son travail d'actrice, elle n'en oublie pas la production et prend des parts à des longs-métrages comme Rise Or Die ou The Seat Filler ainsi que la série télévisée All of Us, une casquette qu'elle conservera jusqu'en 2007, produisant au total 88 épisodes. 2007 justement, on la retrouve dans le drame A cœur ouvert qui aborde le traumatisme d'un homme à la suite des attentats du 11 septembre 2001 à New York. Entre-temps, elle sort en 2006, un album avec son groupe de musique de style metal, Wicked Wisdom.
En 2008, dans The Women, elle joue le rôle d'une femme de lettres lesbienne aux côtés d'un casting principal 100% féminin avec Annette Bening, Eva Mendes, Debra Messing et Meg Ryan. Mais cette comédie divise plus qu'elle ne séduit malgré des recettes correctes. L'ensemble du casting est d'ailleurs nommée lors de la cérémonie parodique des Razzie Awards. Cette année-là, Jada Pinkett réalise son premier long métrage avec The Human Contract qui met en vedette Paz Vega et Idris Elba, le film est présenté au Festival de Cannes 2008. Elle produit également le drame Le Secret de Lily Owens avec Dakota Fanning, Jennifer Hudson et Alicia Keys, un succès.

### Télévision et production
En 2009, elle joue le rôle d'une infirmière très investie dans la série Hawthorne : Infirmière en chef aux côtés de Michael Vartan. Mais la série passe relativement inaperçue, et finit par être arrêtée au bout de trois saisons et trente épisodes, en 2011. Elle officie également en tant que productrice exécutive et ce rôle lui permet de décrocher, enfin, le NAACP Image Awards de la meilleure actrice dans une série télévisée dramatique ainsi que le NAMIC Vision Awards de la meilleure performance dramatique.
En 2010, elle participe à la production du film d'action Karaté Kid de Harald Zwart, qui met en scène son fils, Jaden Smith ainsi que Jackie Chan et Taraji P. Henson. Cette même année, sa participation à la production de la comédie musicale Fela! est récompensée d'une nomination au Tony Awards de la meilleure comédie musicale.
En 2013, elle produit une émission de télévision qui met en vedette Queen Latifah ainsi que le long-métrage de science-fiction post-apocalyptique After Earth avec son mari, Will Smith et leur fils, Jaden Smith. Le film est un flop critique et commercial.
En 2014, elle produit la comédie musicale Annie qui met en scène Cameron Diaz, Rose Byrne et Jamie Foxx. Un autre flop important.
Cette année-là, elle finit par rejoindre la distribution récurrente de la série de la FOX, Gotham, qui est basée sur les personnages des comics créés par Bob Kane et Bill Finger et plus spécifiquement ceux de James Gordon et Bruce Wayne. Son incarnation de la méchante Fish Mooney, notamment jugée sublime et obscure par le Huffington Post, lui permet de décrocher, en 2016, le Gracie Allen Awards de la meilleure actrice dans un second rôle dans une série télévisée dramatique.
En 2015, elle décroche un rôle mineur dans la comédie Magic Mike XXL suite du succès Magic Mike, produit et réalisé par Steven Soderbergh. L'année suivante, la jeune Katerina Graham joue son rôle dans le film biographique sur son ami Tupac, All Eyez on Me. Elle-même participe à la comédie loufoque Bad Moms aux côtés de Mila Kunis, Kathryn Hahn et Kristen Bell, l'un des succès de la fin de l'année.
En 2022, elle produit une série télévisée documentaire, intitulée La reine Cléopâtre, basée sur la vie de la reine d'Égypte Cléopâtre VII.

### Seconds rôles et diversification
En 2017, elle joue dans la comédie Girls Trip avec notamment Queen Latifah, Tiffany Haddish et Regina Hall, le film suit le parcours de quatre amies qui se rendent à La Nouvelle-Orléans, en Louisiane pour assister à l'Essence Music Festival. Dès son 1er weekend d'exploitation, le film atteint les 30.8 millions de dollars de recettes, le plaçant au second rang après Dunkerque, qui est sorti la même semaine. Il est également le film le plus rentable de Malcolm D. Lee pour son ouverture. Fin juillet 2017, c'est la première fois qu'un film entièrement afro-américain, écrit, produit, réalisé et joué par des acteurs noirs, récolte autant d'argent aux Etats-Unis et dépasse les 100 millions de dollars.
En 2018, elle sort une série de conversations vidéos intitulées Red Table Talk, l'occasion pour l'actrice de travailler avec sa fille, Willow Smith et sa mère, Adrienne Banfield-Norris,. Elle officie en tant que jury du Festival du film de Sundance et succède à Angela Bassett dans le premier rôle féminin du troisième volet de la saga Angel Has Fallen, elle y joue une chef d’équipe du FBI chargée de retrouver les traces de Gerard Butler.
Son émission, Red Table Talk, diffusée par Facebook Watch, lui vaut une proposition pour l'Image Awards de la meilleure présentatrice d'émission de variétés/d'informations lors de la 50e cérémonie des NAACP Image Awards qui se déroule en mars 2019 et qu'elle remporte notamment face à LeBron James, Lester Holt et Trevor Noah.
En 2021, elle fait son retour dans le rôle du capitaine Niobé pour l'attendu Matrix 4.

## Vie privée

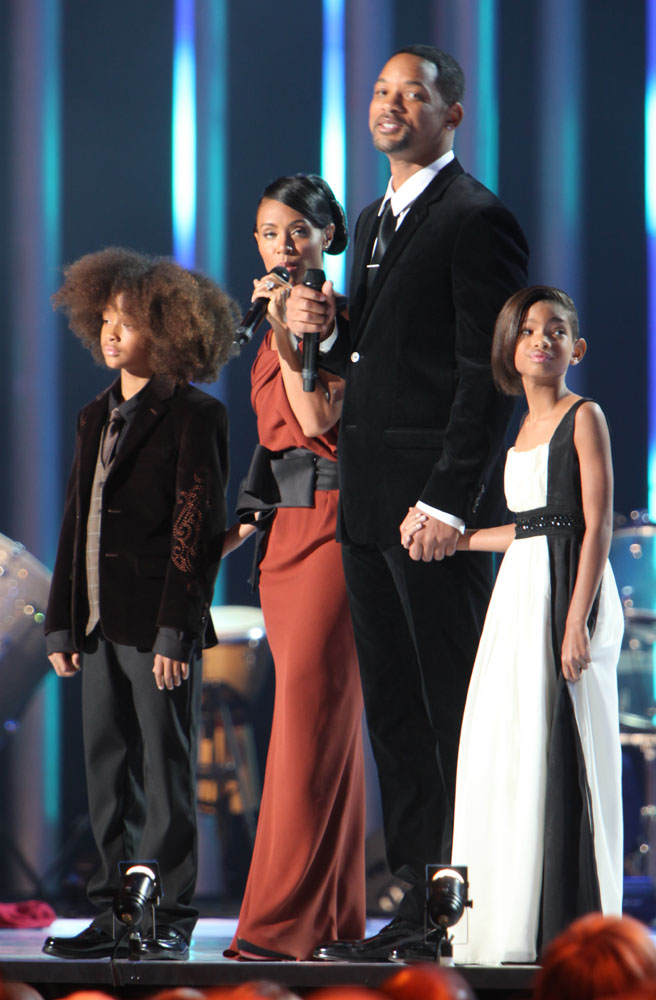
Le couple Smith et leurs enfants, Jaden et Willow, lors du concert organisé à l'occasion de la cérémonie du prix Nobel de la Paix, en 2009.

Elle est mariée à l'acteur Will Smith depuis le 31 décembre 1997, ils se sont rencontrés en 1994 alors que Jada auditionnait pour le rôle de la petite amie du personnage incarné par Will Smith dans Le Prince de Bel-Air. Un rôle finalement attribué à l'actrice Nia Long car Jada fut considérée trop petite. Ils sont néanmoins devenus amis et ont commencé à sortir ensemble en 1997.
Ils ont ensemble un fils, Jaden Christopher Syre Smith né le 8 juillet 1998 et une fille, Willow Camille Reign Smith née le 31 octobre 2000. Jada Pinkett Smith est aussi la belle-mère de Trey Smith.
C'était une très proche amie du rappeur Tupac Shakur alias 2Pac. Dans le documentaire qui lui est consacré, Resurrection, ce dernier déclare : « Jada est mon cœur. Elle est et restera mon amie, toute ma vie durant. » Dans ce même documentaire, Jada Smith dit de Shakur « l'un de mes meilleurs amis. Il était comme un frère. C'était au-delà de l'amitié entre nous. C'est le genre de relation que l'on n'a qu'une fois dans sa vie. » Tupac l'aurait également demandé en mariage lorsqu'il était en prison. Ils sont restés très proches jusqu'à la mort de Tupac en 1996. En décembre 2006, elle fait un don d'un million de dollars à l'école de Baltimore en sa mémoire.
Elle est également membre d'Alpha Kappa Alpha, la plus ancienne confrérie féminine noire-américaine universitaire des États-Unis.
Avec son mari, elle crée la Family Foundation à Baltimore, dans le Maryland, un organisme de bienfaisance axé sur la jeunesse dans les villes urbaines et le soutien familial. Sa tante, Karen Banfield Evans est la directrice exécutive de la fondation. La fondation de la famille accorde des subventions à des organismes à but non lucratif comme YouthBuild et Capital K-9s,.
Après avoir rencontré Tom Cruise durant le tournage de Collatéral, les Smith ont fait un don de 20 000 dollars au programme d'alphabétisation hollywoodien (HELP), faisant partie de la base de l'éducation du milieu familial pour la scientologie. Le couple a été fortement critiqué, en 2008, quand ils ont décidé de financer une école primaire privée, située à Calabasas en Californie (aujourd'hui fermée). L'école employait des enseignants scientologues aux méthodes controversées.
En 2018, elle profite d'un épisode de sa série Red Table Talk pour aborder son alopécie,,,. En juillet 2020, c'est dans cette même émission qu'elle avouera avoir entretenu une relation avec August Alsina en 2015.
En octobre 2023, elle révèle à la chaîne NBC que le couple Smith est séparé depuis 2016 mais reste légalement marié.

## Filmographie

### Cinéma

#### Années 1990
- 1993 : Menace II Society d'Albert et Allen Hughes : Ronnie
- 1994 : The Inkwell de Matty Rich : Lauren Kelly
- 1994 : A Low Down Dirty Shame de Keenen Ivory Wayans : Peaches
- 1994 : Jason's Lyric de Doug McHenry : Lyric
- 1995 : Le Cavalier du Diable d'Ernest R. Dickerson : Jeryline
- 1996 : Le Prix à payer (Set It Off) de F. Gary Gray : Lida « Stony » Newsom
- 1996 : Le Professeur foldingue de Tom Shadyac : Carla Purty
- 1997 : Scream 2 de Wes Craven : Maureen Evans
- 1998 : Woo de Daisy von Scherler Mayer : Woo
- 1998 : Palmetto de Volker Schlöndorff : Annette Williams
- 1998 : Welcome to Hollywood de Tony Markes et Adam Rifkin : elle-même
- 1998 : Loin du paradis (Return to Paradise) de Joseph Ruben : M.J.
- 1998 : Blossoms and Veils de Shonda Rhimes (court métrage) : Mary

#### Années 2000
- 2000 : The Very Black Show (Bamboozled) de Spike Lee : Sloan Hopkins
- 2001 : Kingdom Come de Doug McHenry : Charisse Slocumb
- 2001 : Ali de Michael Mann : Sonji Roi
- 2003 : Matrix Reloaded des Wachowski : Niobe (en)
- 2003 : Matrix Revolutions des Wachowski : Niobe
- 2004 : Collatéral de Michael Mann : Annie
- 2007 : A cœur ouvert de Mike Binder : Janeane Johnson
- 2008 : Attraction (The Human Contract) d'elle-même : Rita -également scénariste-
- 2009 : The Women de Diane English : Alex Fisher

#### Années 2010
- 2012 : Men in Black 3 de Barry Sonnenfeld : invitée à la fête (non créditée)
- 2015 : Magic Mike XXL de Gregory Jacobs : Rome / MC (Maître de cérémonie)
- 2016 : Bad Moms (Mères indignes) de Jon Lucas et Scott Moore : Stacy
- 2017 : Girls Trip de Malcolm D. Lee : Lisa Cooper
- 2019 : La Chute du Président de Ric Roman Waugh : Agent Thompson

#### Années 2020
- 2021 : Matrix Resurrections de Lana Wachowski : Niobe

### Télévision

#### Téléfilms
- 1990 : Moe's World de Kevin Rodney Sullivan : Natalie
- 1996 : If These Walls Could Talk de Cher : Patty (segment 1996)
- 2003 : Maniac Magee de Bob Clark : la narratrice

#### Séries télévisées
- 1990 : True Colors : Beverly (saison 1, épisode 6)
- 1991 : Docteur Doogie : Trish Andrews (saison 2, épisode 16)
- 1991 : 21 Jump Street : Nicole (saison 5, épisode 21)
- 1991-1993 : Campus Show : Lena James (rôle récurrent - 46 épisodes)
- 1998 : Ellen : Ellen Screen Test #3 (saison 5, épisode 19)
- 2009 - 2011 : Hawthorne : Infirmière en chef : Christina Hawthorne (rôle principal - 30 épisodes)
- 2014 - 2017 : Gotham : Fish Mooney (rôle récurrent - 28 épisodes)
- 2022 : The Equalizer : Jessie "Le Ver" Cook (saison 2, épisode 10)

#### Clip
- 1993 : Keep Ya Head Up (en) de Tupac
- 2008 : Superwoman d'Alicia Keys

### Doublage
- 1997 : Princesse Mononoké de Hayao Miyazaki : Toki (voix)
- 2003 : Enter the Matrix : Niobe (séquences vidéo intégrées au jeu)
- 2005 : Madagascar de Eric Darnell et Tom McGrath : Gloria (voix)
- 2005 : The Matrix: Path of Neo : Niobe (voix)
- 2008 : Madagascar 2 de Eric Darnell et Tom McGrath : Gloria (voix)
- 2009 : Joyeux Noël Madagascar (téléfilm) de David Soren : Gloria (voix)
- 2012 : Madagascar 3 de Eric Darnell et Tom McGrath et Conrad Vernon : Gloria (voix)
- 2013 : Madagascar à la folie (court métrage) de David Soren : Gloria (voix)

### En tant que réalisatrice
- 1996 : Keep On, Keepin'On de MC Lyte et Xscape (clip vidéo)
- 1999 : The Will Smith Music Video Collection (documentaire)
- 1999 : So Fresh de Will Smith feat. Biz Markie et Slick Rick (clip vidéo)
- 2008 : Attraction (The Human Contract) (également scénariste)

### En tant que productrice
- 1998 : Blossoms and Veils de Shonda Rhimes (court métrage)
- 2003 : Rise or Die de Craig Ross Jr.
- 2004 : The Seat Filler de Nick Castle
- 2003-2007 : All of Us (série télévisée - productrice exécutive de 88 épisodes et également scénariste de 50 épisodes)
- 2008 : Le Secret de Lily Owens de Gina Prince-Bythewood
- 2009-2011 : Hawthorne : Infirmière en chef (série télévisée, productrice exécutive de 24 épisodes)
- 2010 : Karaté Kid de Harald Zwart
- 2012 : Free Angela and All Political Prisoners de Shola Lynch (documentaire)
- 2012 : Rape for Profit de Eric Esau et Jason Pamer (documentaire)
- 2013 : After Earth de M. Night Shyamalan
- 2013 : The Queen Latifah Show (émission de télévision)
- 2014 : Children for Sale: The Fight to End Human Trafficking de Leif Coorlim (documentaire)
- 2014 : Annie de Will Gluck
- 2019 : Hala de Minhal Baig
- 2019 : Life in a Year de Mitja Okorn
- 2019 : Twelve de Angel Manuel Soto
- 2021 : La Méthode Williams (King Richard) de Reinaldo Marcus Green

## Voix françaises
En France, Annie Milon est la voix française régulière de Jada Pinkett Smith. Marina Foïs l'a doublée dans la trilogie Madagascar. Déborah Perret et Géraldine Asselin l'ont également doublée à deux reprises chacune.
Au Québec, Camille Cyr-Desmarais est la voix québécoise régulière de l'actrice. 
En France
| - Annie Milon dans : - Ali - Matrix Reloaded - Matrix Revolutions - Enter the Matrix (jeu vidéo) - The Matrix: Path of Neo (jeu vidéo) - À cœur ouvert - Hawthorne : Infirmière en chef (série télévisée) - Bad Moms - La Chute du Président - Matrix Resurrections - Marina Foïs dans : - Madagascar (voix) - Madagascar 2 (voix) - Joyeux Noël Madagascar (téléfilm, voix) - Madagascar 3 : Bons baisers d'Europe (voix) | - Déborah Perret dans : - Le Prix à payer - Blossoms and Veils (court-métrage) - Géraldine Asselin dans : - Collatéral - Magic Mike XXL Et aussi - Magali Berdy dans Menace to Society - Hélène Chanson dans Loin du paradis - Marjorie Frantz dans Scream 2 - Dominique Vallée dans Le Professeur Foldingue - Nathalie Spitzer dans Madagascar à la folie (court-métrage, voix) - Maïk Darah dans Gotham (série télévisée) - Sophie Landresse dans Girls Trip |

Au Québec
| - Camille Cyr-Desmarais dans : - Ali - Femmes - Le Contrat humain - Magic Mike XXL | Et aussi - Johanne Garneau dans Armée et Dangereuse - Hélène Mondoux dans Frissons 2 - Nadia Paradis dans Mères indignes - Marie-Evelyne Lessard dans L'ultime Assaut |

## Discographie
Singles
- 1998 : 1000 kisses en duo avec Will Smith
- 2012 : Burn

Albums
- 2006 : Wicked Wisdom (Suburban Noize Records/Interscope Records)

## Distinctions
Sauf indication contraire ou complémentaire, les informations mentionnées dans cette section proviennent de la base de données IMDb.

### Récompenses
- Academy of Interactive Arts and Sciences 2004 : Meilleur personnage féminin dans un jeu vidéo pour Enter the Matrix
- G-Phoria Awards 2004 : Meilleure interprétation vocale féminine pour Enter the Matrix
- Essence Black Women in Hollywood 2008 : prix d'honneur

- NAACP Image Awards 2010 : Meilleure actrice dans une série télévisée dramatique pour Hawthorne : Infirmière en chef

- NAMIC Vision Awards 2012 : Meilleure interprétation dramatique pour Hawthorne : Infirmière en chef

- Gracie Allen Awards 2016 : Meilleur second rôle féminin dans une série télévisée dramatique pour Gotham
- 50e cérémonie des NAACP Image Awards 2019 : meilleur présentateur d'émission de variétés/d'informations pour Red Table Talk

### Nominations
- Chicago Film Critics Association 1995 : Meilleur espoir féminin pour Le Sang noir (Jason's Lyric) et A Low Down Dirty Shame

- NAACP Image Awards 1997 :
  - Meilleure actrice dans un téléfilm ou une mini-série pour If These Walls Could Talk
  - Meilleure actrice pour Le Prix à payer (Set It Off)

- Blockbuster Entertainment Awards 1998 : Meilleur second rôle féminin dans un film d'horreur pour Scream 2

- Black Reel Awards 2001 : Meilleure actrice dans une œuvre théâtrale pour The Very Black Show (Bamboozled)
- NAACP Image Awards 2001 : Meilleure actrice pour The Very Black Show

- BET Awards 2002 :
  - Meilleure actrice pour Kingdom Come
  - Meilleure actrice pour Ali
- NAACP Image Awards 2002 : Meilleure actrice dans un second rôle pour Ali

- Teen Choice Awards 2003 : Actrice préférée dans un film dramatique, d'action ou d'aventures pour Matrix Reloaded

- NAACP Image Awards 2004 : Meilleure actrice dans un second rôle pour The Matrix Revolutions

- BET Comedy Awards 2005 : Meilleure interprétation dans un film d'animation pour Madagascar
- Black Reel Awards 2005 : Meilleure actrice dans un second rôle pour Collatéral
- NAACP Image Awards 2005 : Meilleure actrice dans un second rôle pour Collatéral

- Razzie Awards 2009 : Pire actrice pour The Women, partagé avec Annette Bening, Eva Mendes, Debra Messing et Meg Ryan

- Prism Award 2010 : Meilleure interprétation dramatique pour Hawthorne
- Women's Image Network Awards 2010 : Meilleure actrice dans une série télévisée dramatique pour Hawthrone

- NAACP Image Awards 2011 : Meilleure actrice dans une série télévisée dramatique pour Hawthorne
- Women's Image Network Awards 2011 : Meilleure actrice dans une série télévisée dramatique pour Hawthorne

- Behind the Voice Actors Awards 2015 : Meilleure interprétation vocale d'ensemble pour Madagascar 3 (partagé)
- NAACP Image Awards 2015 : Meilleur second rôle féminin dans une série télévisée dramatique pour Gotham
- People's Choice Awards 2015 : Meilleure actrice dans une nouvelle série télévisée pour Gotham
- Online Film & Television Association 2017 : OFTA Television Award de la meilleure actrice invitée dans une série télévisée dramatique pour Gotham
- The Streamy Awards 2018 : meilleure émission de variétés/d'informations pour Red Table Talk